# Iñigo Méndez de Vigo
Íñigo Méndez de Vigo y Montojo (Tétouan, Marokko, 21 januari 1956) is een Spaans politicus, lid van het Europees Parlement voor de Partido Popular van 1992 tot 2011. Vervolgens was hij Spaans staatssecretaris voor de Europese Unie en minister van onderwijs en cultuur en sinds 2015 minister van onderwijs.

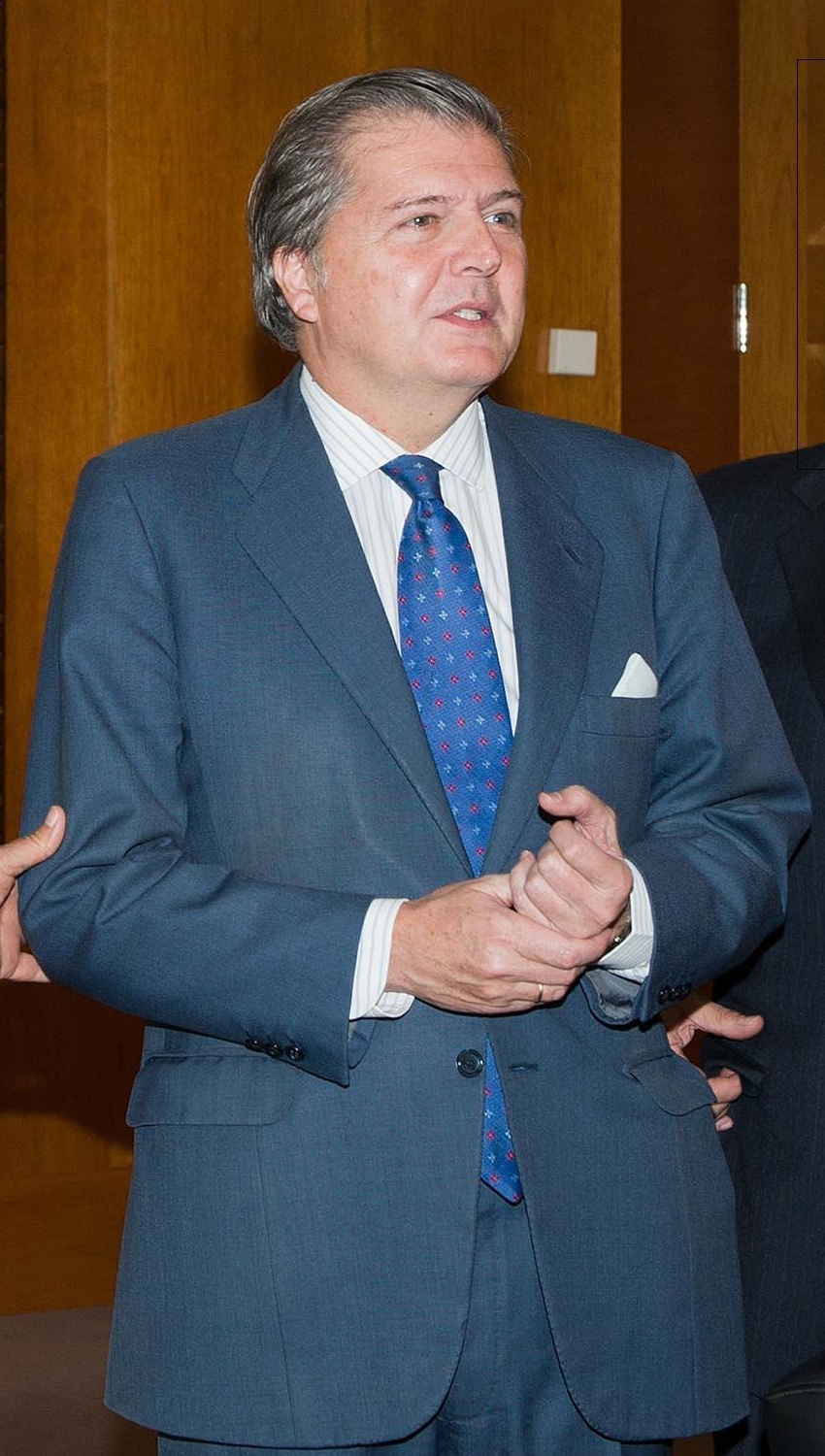
Iñigo Méndez de Vigo

## Jeugdjaren en opleiding
Méndez werd geboren in het Spaans protectoraat in Marokko waar zijn vader als officier gekazerneerd was.
Hij volbracht zijn middelbare studies aan het Colegio Alemán in Madrid, studeerde Engels in de British Institute School en Frans in de Académie française. Hij behaalde zijn licentiaat in de rechten aan de Universidad Complutense de Madrid in 1978.

## Beroepsloopbaan
In 1982 werd Méndez op zesentwintigjarige leeftijd directeur van de interparlementaire relaties bij de Cortes Generales. In 1984 werd hij bijzonder raadgever bij de secretaris-generaal van de Raad van Europa, Marcelino Oreja.
Hij werd lid van de Partido Popular in het stichtingscongres van 1989 en was datzelfde jaar kandidaat voor de Europese verkiezingen. In 1992 werd hij verkozen en is sindsdien telkens herkozen. Sinds 1992 is hij woordvoerder van de directie van de Partido Popular.
Hij is verder coördinator en woordvoerder van de Europese Volkspartij in de Commissie voor Constitutionele aangelegenheden, waar hij sinds 1994 actief lid van is. Hij was betrokken bij activiteiten in verband met de Verdragen van Amsterdam (1997), Nice (2001) en Lissabon (2007).
In december 1999 werd hij voorzitter van de delegatie van het Europees Parlement bij de conventie die het Charter van Grondwet voor de Europese Unie voorbereidde. In januari 2002 werd hij voorzitter van de delegatie van het Europees Parlement in de conventie over de toekomst van de Europese Unie en was hij lid van het presidium van deze conventie.
In oktober 2003 werd hij aangeduid als vertegenwoordiger van het Europees Parlement in de intergouvernementele conferentie die op 16 juni 2004 het Verdrag houdende Grondwet voor Europa goedkeurde. In 2006 nam hij deel aan het Actiecomité voor de democratie in Europa, dat voorstellen deed aan de Europese Raad over de beste manier om vooruitgang te boeken in Europa.

## Minister
Op 26 december 2011 werd hij Spaans Staatssecretaris voor de Europese Unie in de regering van Mariano Rajoy Brey. Op 25 juni 2015 werd hij Minister van nationale opvoeding en cultuur.
In november 2016 werd hij in de tweede regering Rajoy in deze functie bevestigd en tegelijk tot woordvoerder van de regering benoemd. Samen met de regering Rajoy nam hij ontslag in het voorjaar van 2018.

## Docent en universitaire activiteiten
- docent grondwettelijk recht aan de Universidad Complutense de Madrid (1982-1984),
- gastdocent aan  het Internationaal Instituut voor de Mensenrechten  in Straatsburg (1984-1989)
- gastdocent communautair recht aan de Universidad CEU San Pablo (1989-1992).
- titularis van de leerstoel Jean Monnet in de rechtsfaculteit van de Universidad Complutense in Madrid (1999 tot 2003).
- voorzitter van de Raad van het Instituto de Estudios Europeos de la Universidad San Pablo CEU (2003).
- voorzitter van de raad van bestuur van het Europacollege (2009-2019).

## Andere activiteiten
- Sinds 1990 is hij raadslid bij de Europese Stichting voor Wetenschap en Cultuur en sinds 1996 algemeen vertegenwoordiger voor Spanje.
- In 1997 werd hij voorzitter van de Spaanse afdeling van het Actiecomité voor een Verenigd Europa.
- Sinds 2001 is hij vicevoorzitter van de NGO Ayuda en Acción.
- Sinds 2003 is hij patrono van de Fundación Acción Familiar en sinds 2004 voorzitter van de Intergrupo van ATD Cuarto Mundo.
- In 2011 is hij korte tijd (tot aan zijn benoeming als staatssecretaris) voorzitter geweest van de Spaanse afdeling van de Pan-Europese Beweging.

## Publicaties
Iñigo Méndez is de auteur van talrijke publicaties die Europese en constitutionele onderwerpen behandelen. Onder meer:
- Una Reforma Fiscal para España, con José Manuel García-Margallo (Ed. Lid, 1996)
- Financiación de las Comunidades Autónomas y Corresponsabilidad Fiscal, con José Manuel García-Margallo y Vicente Martínez-Pujalte (Fundación Bancaixa, 1996)
- La Apuesta Europea: de la moneda a la Unión Política, con José Manuel García-Margallo (Ed. Política Exterior, 1998)
- Europa paso a paso (2002)
- El rompecabezas. Así redactamos la Constitución europea (Ed. Biblioteca Nueva y Real Instituto Elcano, 2005)
- ¿Por qué una Constitución para Europa? 25 respuestas, con Marcelino Oreja y Juan Antonio Carrillo Salcedo (Ed. Real Academia de Ciencias Morales y Políticas, 2005)
- Alegato por Europa (Ed. Biblioteca nueva, 2006)
- Coordinador: ¿Qué fue de la Constitución europea? (Ed. Planeta, 2007)
- Editor: Liber Amicorum Marcelino Oreja Aguirre (Ed. Cinterco, 2010)

## Eerbetoon
- 1999: Europese Prijs Salvador de Madariaga
- 2001: Grootkruis in de Orden del Mérito Civil van Spanje
- 2001: Medaille van het Real Instituto de Estudios Europeos
- 2002: Eremedaille van de Sociedad General de Autores y Editores
- 2002: Gouden medaille van de Fundación del Mérito Europeo
- 2003: Europarlementslid van het Jaar, gekozen door de Asociación de Periodistas Parlamentarios
- 2007: Gouden medaille van het Actiecomité voor een Verenigd Europa
- 2008: Grootofficier van de Ordine della Stella della Solidarietà Italiana
- 2009: Capalbio - European Special Award
- 2010: Grootkruis van de Orde van Verdienste van de Bondsrepubliek Duitsland
- 2011: Ridder in het Franse Legioen van Eer